# Vílanec
Vílanec település Csehországban, a Jihlavai járásban. Vílanec Cerekvička-Rosice, Suchá, Čížov, Jihlava és Třešť településekkel határos. Lakosainak száma 317 fő (2024. január 1.).

## Népesség
A település lakosságának változását az alábbi diagram mutatja:
| Lakosok száma | 441  | 548  | 393  | 310  | 203  | 259  | 325  | 320  | 317  | 317  |
|               | 1869 | 1890 | 1921 | 1950 | 1980 | 2001 | 2017 | 2019 | 2022 | 2024 |